# Basilica di Saint-Nazaire
La basilica di Saint-Nazaire et Celse (dedicata ai santi Nazario e Celso) è una chiesa cattolica situata nella città fortificata storica di Carcassonne in Francia. Ex cattedrale, ha il rango di basilica minore dal 1898.
Fu costruita tra il IX e il XIV secolo come scrisse Jules de Lahondès nel rapporto del Congresso Archeologico di Francia nel 1906, "Il gioiello della città è la sua chiesa".

## Storia

### Origine
La tradizione vuole che la fondazione della prima cattedrale a Carcassonne dedicata ai Santi Nazaire e Celso, martirizzati a Milano sotto Nerone, risalga al VI secolo, sotto il regno di Teodorico il Grande, re degli Ostrogoti, reggente del regno per conto di Amalarico, dopo il suo intervento per combattere Clodoveo nel 508, fino al 526. Al III Concilio di Toledo, nel 589, il re Recaredo I abbandonò l'arianesimo e si convertì al cattolicesimo. Qui ebbe sede il primo vescovo di Carcassonne storicamente noto, Sergio. È quindi probabile che la costruzione di una chiesa a Carcassonne risalga già a questo periodo. L'istituzione della prima cattedrale è oggetto di discussioni per sapere se fosse sul sito della chiesa di Saint-Nazaire o della chiesa di Notre-Dame, nella città o nel Bourg, a nord della collina.
Non si sa che cosa sia successo a questa cattedrale durante l'occupazione della Settimania e di Carcassonne da parte dei musulmani nel 725. Dopo la presa di Carcassonne da parte di Pipino il Breve, nel 759, la tradizione vuole che Carlo Magno abbia innalzato la chiesa di Saint-Nazaire. Il primo testo autentico che menziona la cattedrale di Carcassonne sotto l'invocazione di Saint Nazaire risale al 925, sotto il vescovo Gimer.

### Cattedrale romanica
La basilica di Saint-Nazaire, costruita in arenaria (rivestimento esterno), è una chiesa in stile romanico, le cui parti più antiche risalgono al XII secolo.
Su iniziativa dei Trencavel, sul sito della cattedrale carolingia, di cui oggi non rimane traccia, fu avviata la costruzione di una nuova e più grande cattedrale, in stile romanico. Le pietre da costruzione vennero benedette da papa Urbano II, l'11 giugno 1096. Queste pietre corrispondono ad una prima campagna di costruzione dell'abside e del coro. Di questo edificio rimangono solo i primi due pilastri orientali della navata e della cripta, scoperti nel 1857, il cui stato di degrado fa pensare che fossero appartenuti ad una struttura precedente.
A metà del XII secolo venne edificata la navata centrale su sei campate con volte a botte, con un'alternanza di colonne cilindriche e pilastri quadrati. Le volte delle tre navate sono all'incirca allo stesso livello. La conformazione dei capitelli, eseguiti durante la prima fase dei lavori, mostra che si fossero progettate navate laterali meno alte di quella centrale.
L'edificio venne danneggiato durante l'assedio di Carcassonne, nel 1209, poiché per riparare e rafforzare i bastioni fu necessario trovare pietre che vennero recuperate demolendo il refettorio, la cantina e le scuderie del capitolo. Dal 1215, il vescovo Guy des Vaux-de-Cernay fece riparare i danni dedicando un terzo delle decime episcopali, dovute dalle chiese, per ricostruire il refettorio e la cantina del capitolo. Questa donazione venne confermata nel 1228 e nel 1232, il che dimostra che i lavori non erano stati ancora terminati. Nel 1259, il vescovo Guillaume Radulphe ampliò il recinto e la sala capitolare fino alla strada pubblica che conduceva alla Porte du Razès. Lì fece costruire un'infermeria con una cappella, dove fu sepolto.
La navata centrale venne mantenuta intatta durante gli ampliamenti della cattedrale in epoca gotica.

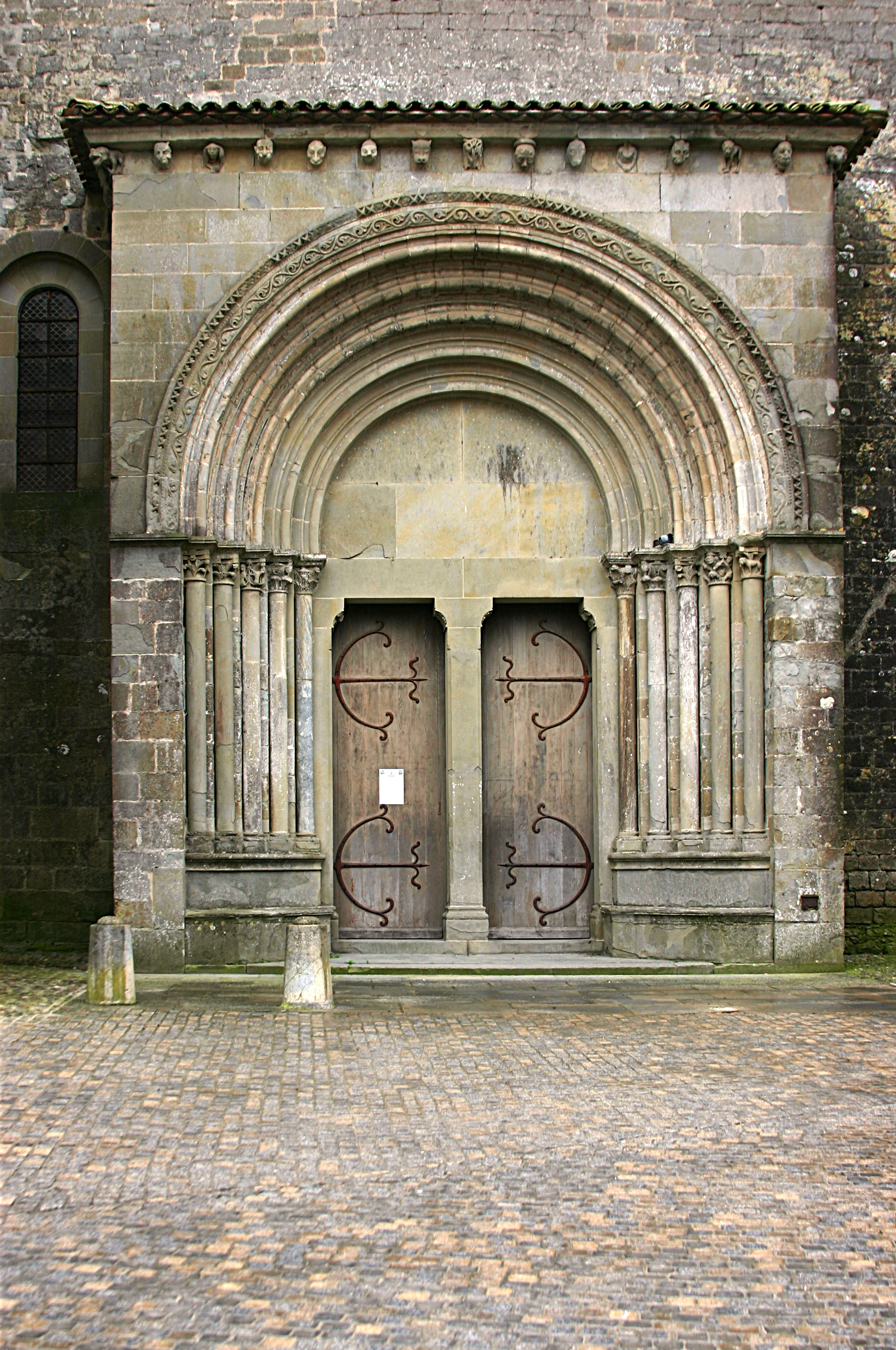
Portale romanico
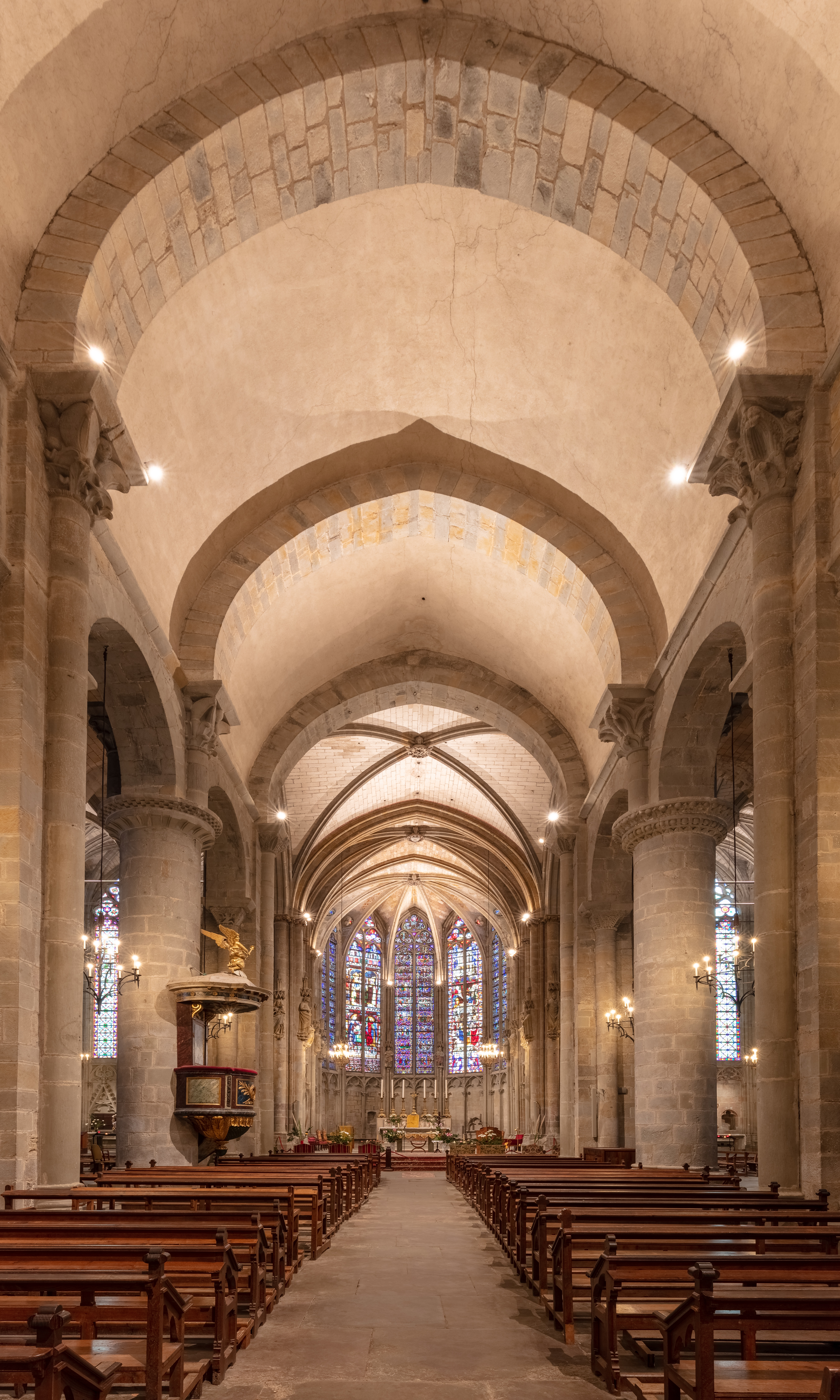
Navata centrale
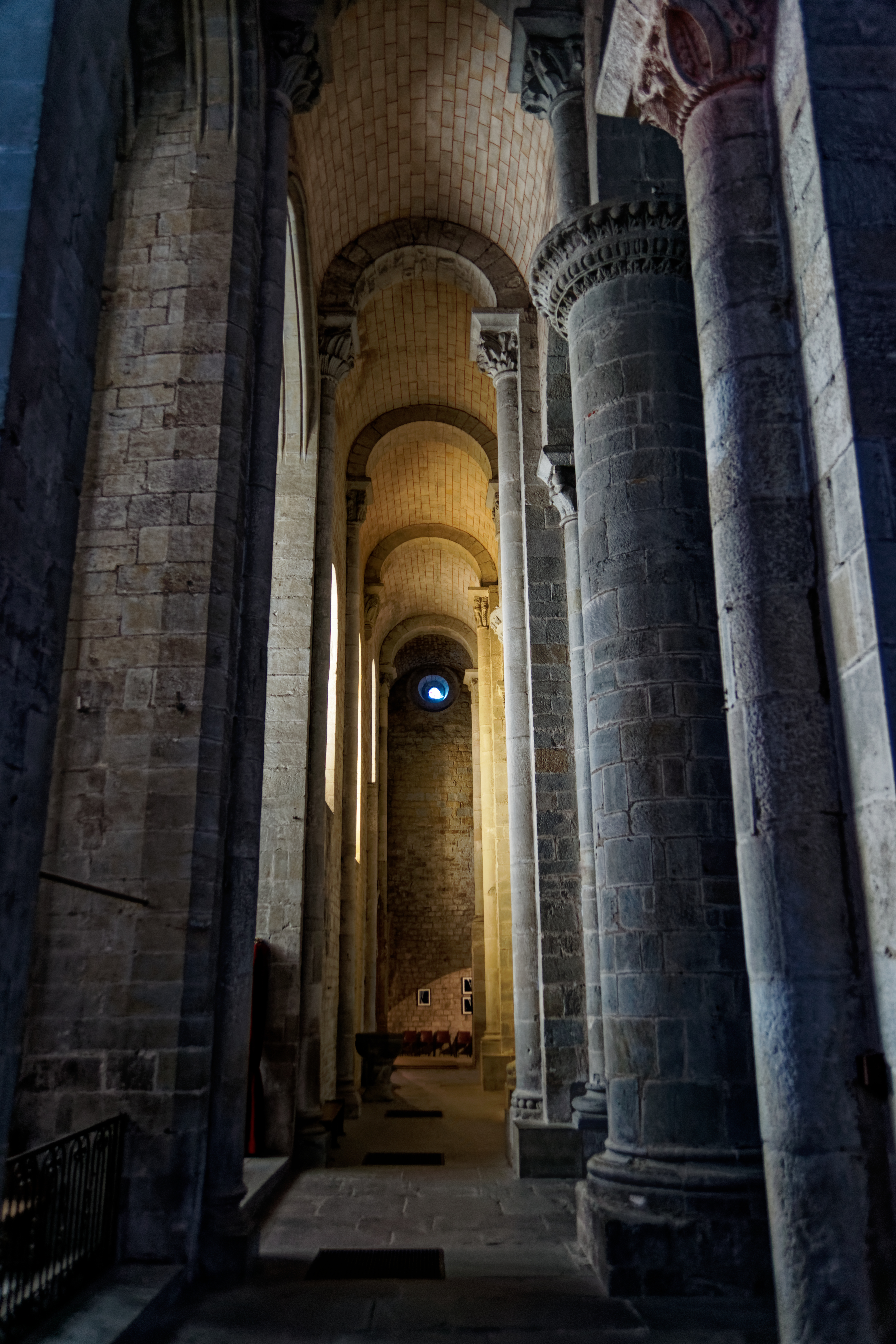
Navata laterale
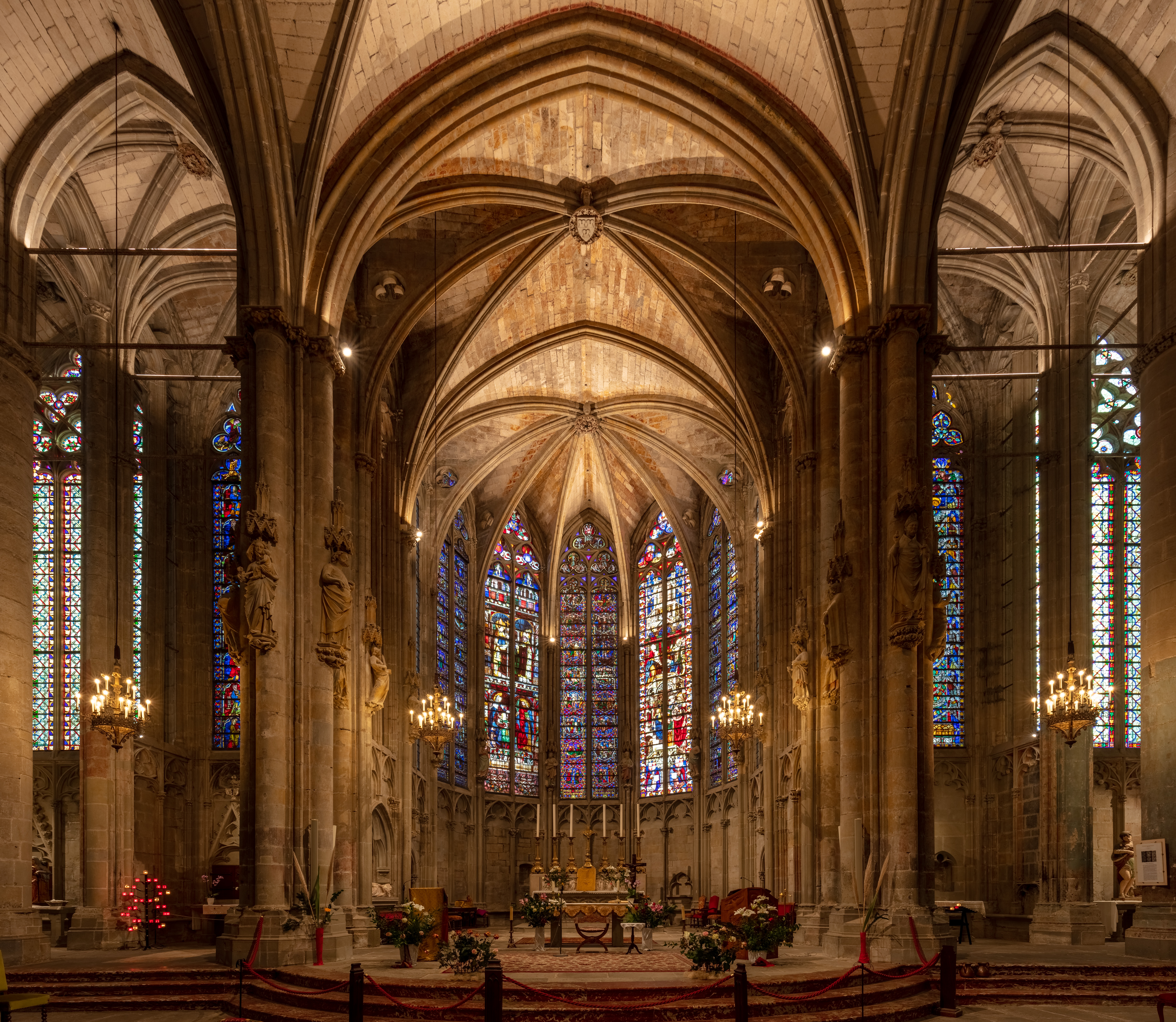
Coro gotico e abside
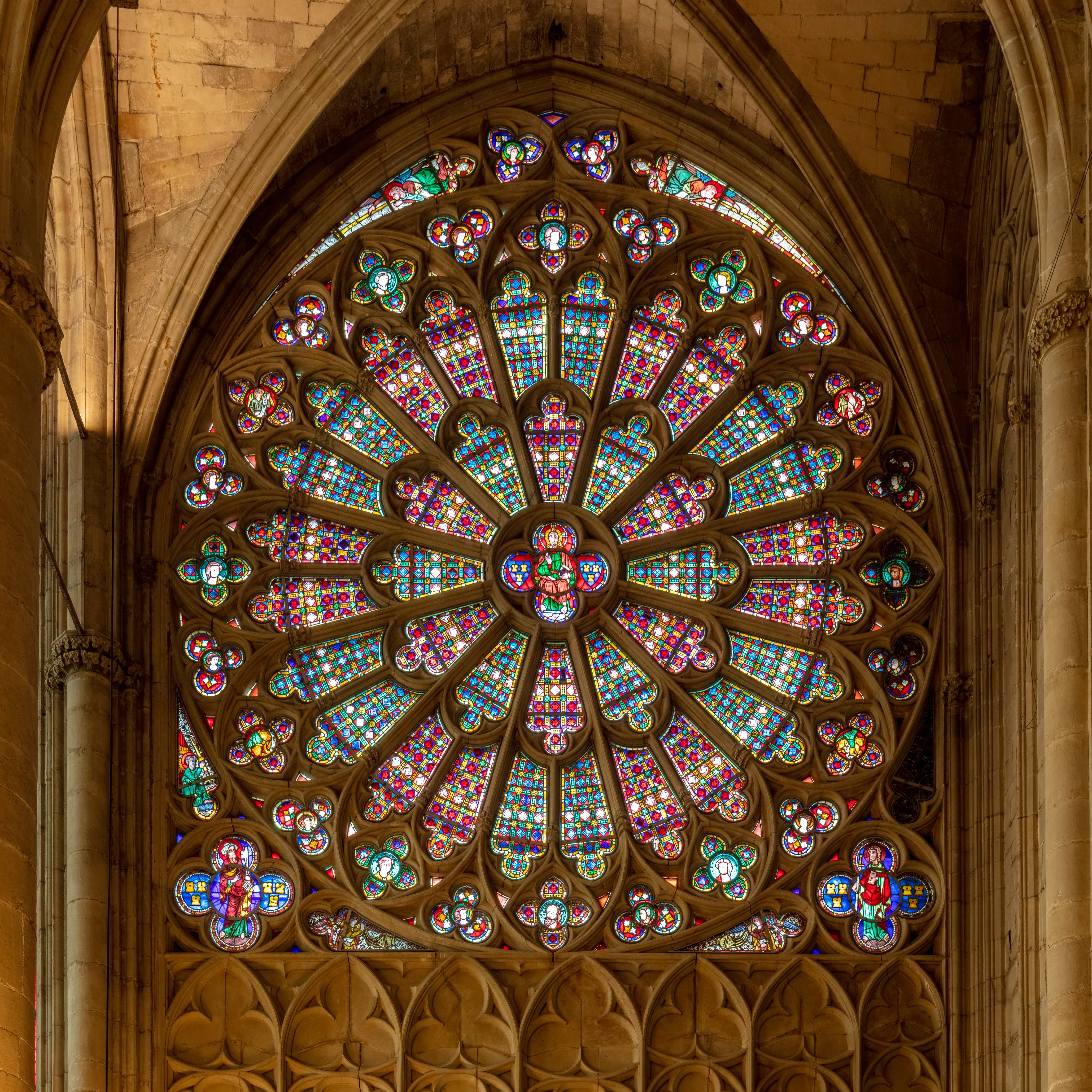
Rosone
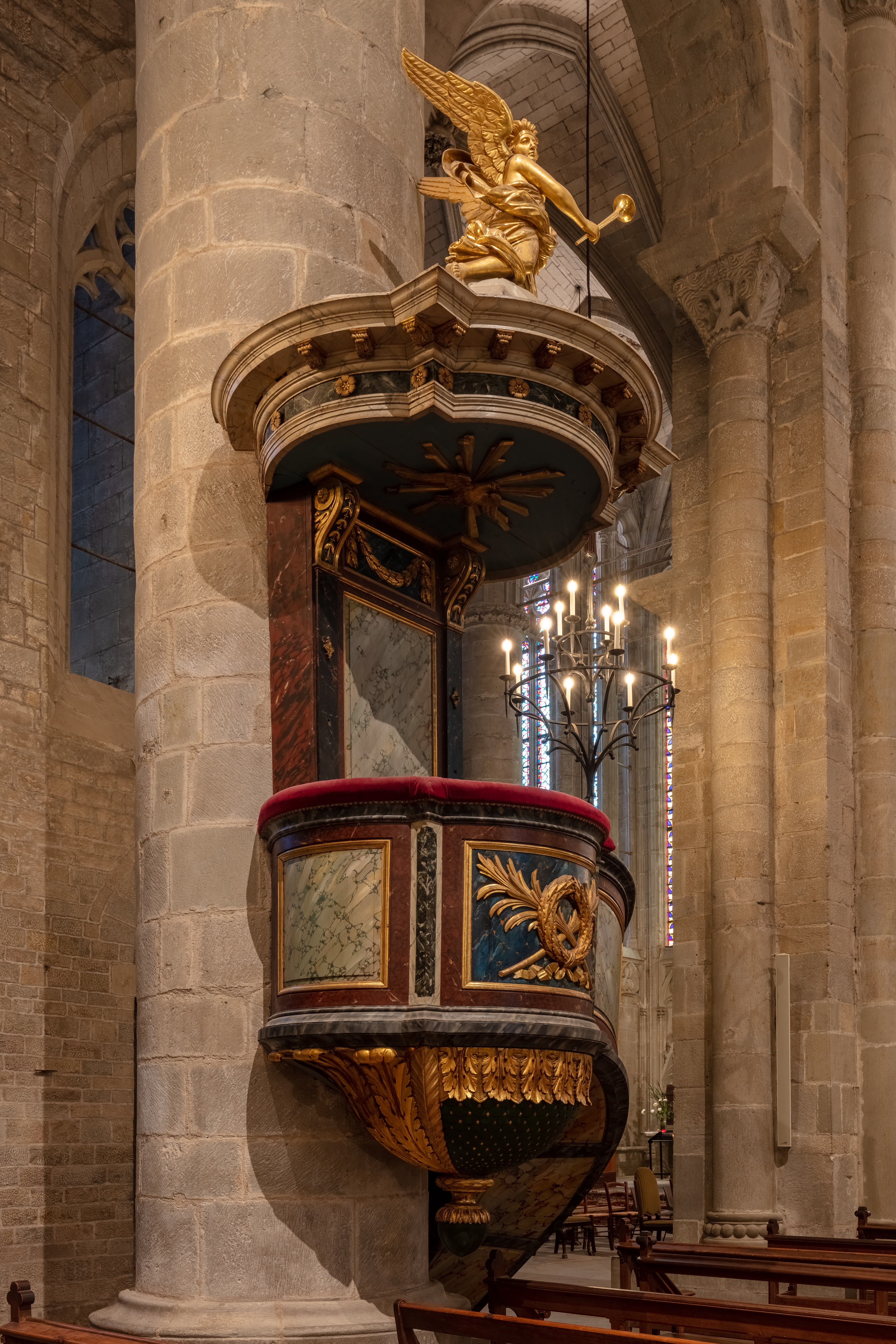
Pulpito
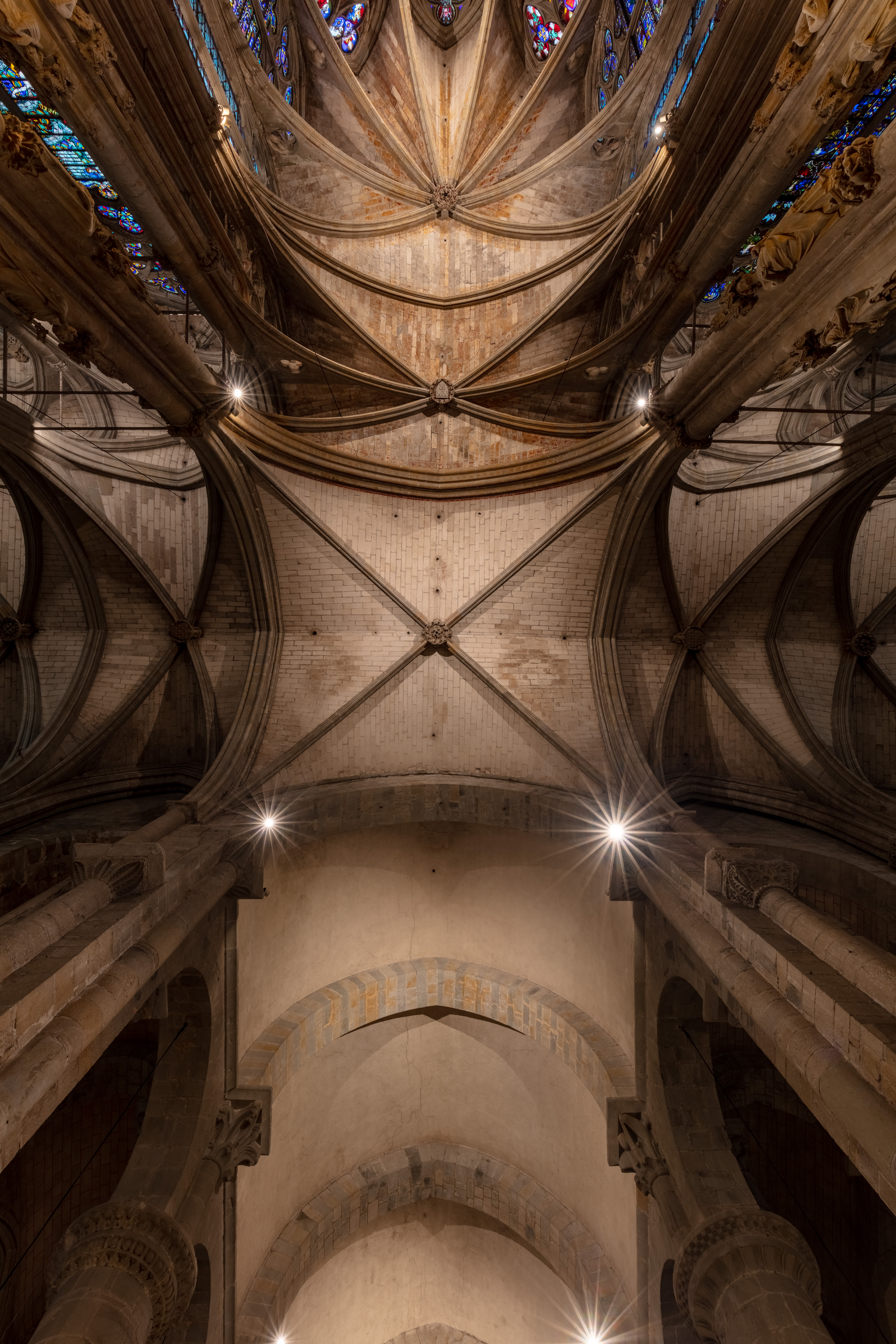
Soffitto
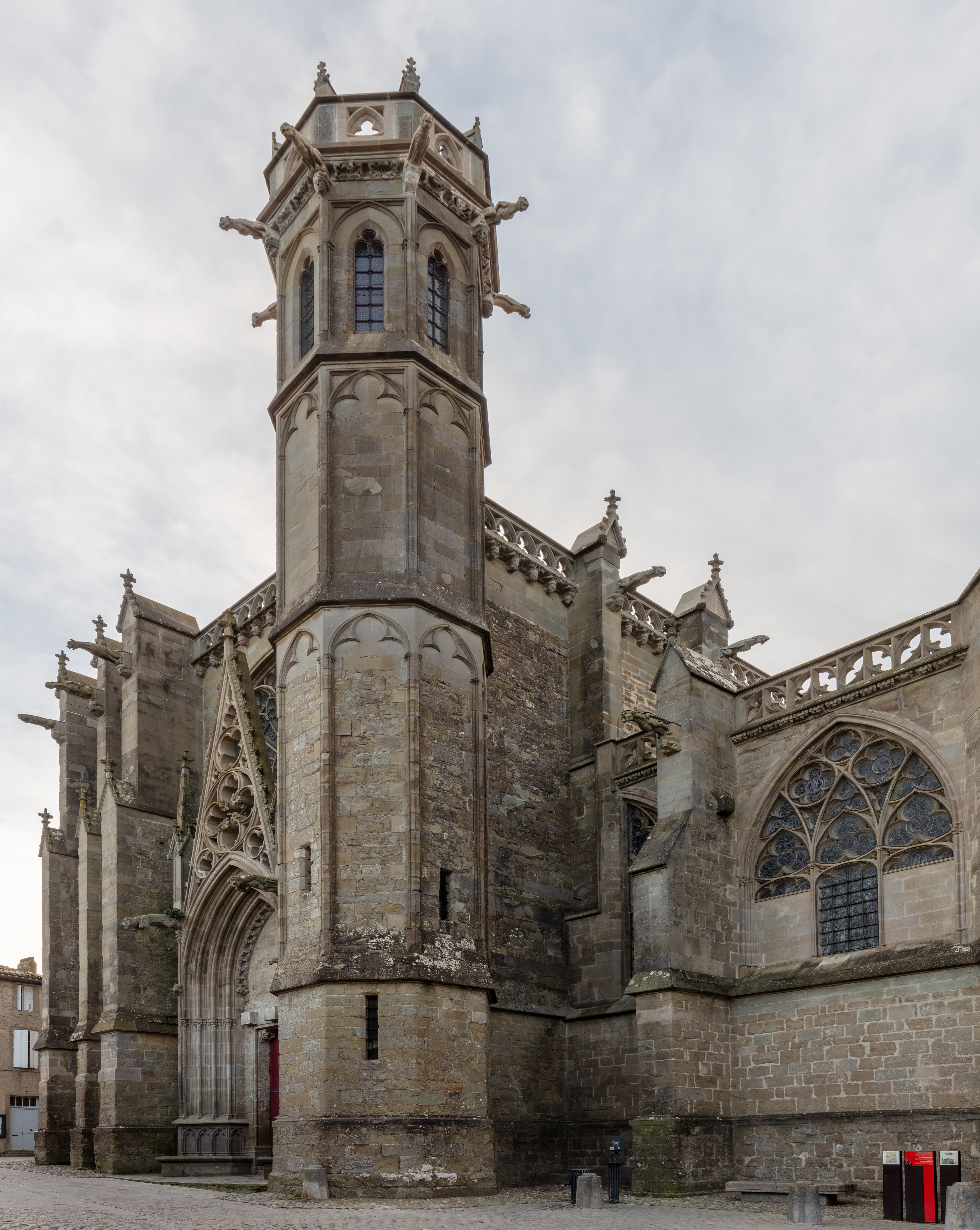
Torre e portale gotico

### Il coro e il transetto gotico

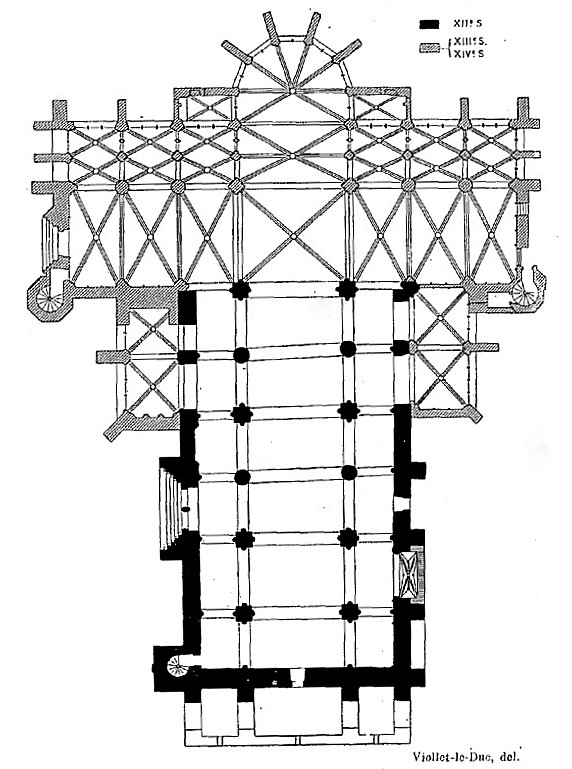
Pianta della chiesa di Eugène Viollet-le-Duc, al Congresso Archeologico di Francia, 1906.

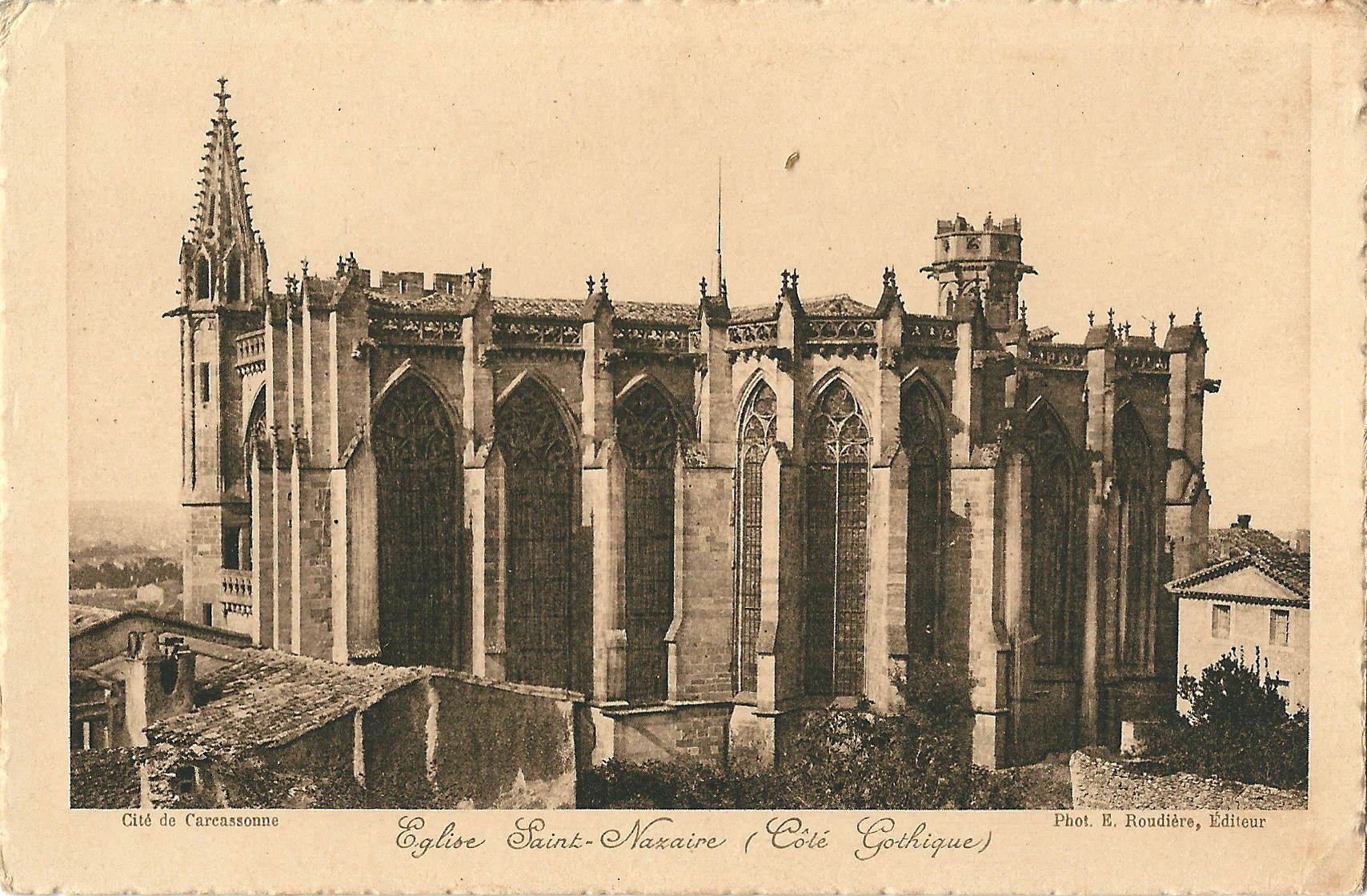
Esterno del coro della basilica di Saint-Nazaire all'inizio del XX secolo.

Nel febbraio 1224, Amalrico VI di Montfort cedette al re Luigi VIII tutte le terre conquistate da suo padre Simone IV di Montfort e concesse la Chiesa a condizione che papa Onorio III aderisse alle condizioni per le quali il re lo aveva inviato a Roma, in gennaio, per entrare nella crociata contro i Catari. Il Consiglio di Bourges, tenuto tra il 29 novembre 1225 e il 28 gennaio 1226, condannò Raimondo VII di Tolosa e lo espropriò delle sue terre. Il 28 gennaio 1226 il re convocò il parlamento di Parigi, che accettò di sostenerlo nella vicenda albigese. Il cardinale Saint-Ange, legato pontificio, procedette quindi alla scomunica del conte Raimondo VII. Il re prese la croce contro gli albigesi il 30 gennaio 1226. Con il Trattato di Parigi, il re prese possesso delle terre di Raimondo II Trencavel, visconte di Carcassonne.
Nel 1267, il vescovo di Carcassonne Bernard de Capendu e il capitolo chiesero al re il permesso di ingrandire il coro e il transetto della cattedrale di Saint-Nazaire. Il 7 novembre 1269, il re indirizzava al siniscalco di Carcassonne un mandato che lo autorizzava a cedere due "canne" di strada per l'ampliamento della cattedrale, a condizione che venisse dato un terreno equivalente per allargare la strada dall'altra parte.
La costruzione del coro e del transetto della cattedrale richiese ingenti fondi. Per farlo il vescovo Bernard de Capendu aumentò tutti i diritti temporali su chiese e cappelle che dovevano pagare decime e gestì queste entrate con più rigore. La costituzione sinodale del 1270 richiedeva che tutti i testatori dovessero lasciare un legato per i lavori della cattedrale secondo i loro mezzi. Nel 1291, papa Niccolò IV concesse un'indulgenza a coloro che visitavano la cattedrale nei giorni della festa e dell'ottava dei suoi santi patroni Nazario e Celso. Nell'aprile del 1298, mons. Pierre de la Chapelle Taillefer destinò ai lavori un terzo delle entrate confiscate ai sacerdoti per mancata residenza e venne istituita una confraternita per promuovere la costruzione.
Dopo la distruzione del coro romanico della fine dell'XI secolo, la cattedrale fu ampliata tra il 1269 e il 1330 nello stile gotico fiammeggiante importato dai nuovi maestri della regione, con un transetto e un coro molto slanciati, un decoro di sculture e una serie di vetrate che erano tra le più belle del sud della Francia. Un prelato costruttore, Pierre de Rieux, finanziò la costruzione di gran parte delle decorazioni e per il completamento delle volte. Il suo stemma è visibile nel presbiterio, nell'abside e nel braccio meridionale del transetto, mentre la cappella della navata settentrionale contiene il monumento funebre del benefattore. Pierre Rodier, vescovo di Carcassonne, ha il suo stemma nella cappella della navata meridionale.
Eugène Viollet-le-Duc mise in luce che la parte gotica della cattedrale era stata realizzata da due diversi architetti. Il primo fu assunto da Bernard de Capendu e  fu responsabile della planimetria generale dell'edificio. Il secondo, scelto da Pierre de la Chapelle intorno al 1290, realizzò le volte delle cappelle e la navata orientale del transetto. Le loro scelte tecniche e i modelli dimostrano che entrambi fossero di origine parigina.
Statue di apostoli sono addossate ai pilastri del coro e dell'abside. Prendono il modello dalle statue della cappella superiore della Sainte-Chapelle a Parigi.
L'abside e il coro erano affrescati. Eugène Viollet-le-Duc trovò e pubblicò questa decorazione.
Fino all'XVIII secolo la cattedrale di Saint-Nazaire rimase il fulcro religioso di Carcassonne. Alla fine dell'Ancien Régime, il capitolo della cattedrale mantenne anche un piccolo corpo musicale composto da un organista, un maestro di musica e almeno cinque cantori. Nel 1790, tuttavia, il capitolo fu soppresso e nel 1801 la chiesa fu spogliata del suo rango di cattedrale di Carcassonne in favore della chiesa di Saint-Michel, situata nella bastide, fuori dalla città fortificata. Questo trasferimento avvenne mentre la città fortificata era stata abbandonata dai suoi abitanti, in favore della città bassa. Il titolo di basilica le fu concesso, nel 1898, da papa Leone XIII.
Vicino alla cattedrale viveva il capitolo di canonici, che disponeva di una sala capitolare e un dormitorio a est, di un refettorio e delle cucine a sud e di cantine e scuderie a ovest. Ma tutti gli edifici furono demoliti nel 1792. A sud della casa capitolare si trovava anche un chiostro. Il suo sito è ora occupato da un teatro all'aperto fondato nel 1908.
La chiesa rimase cattedrale fino al 1803.

### Ristrutturazioni del XIX secolo
I lavori di ristrutturazione di Eugène Viollet-le-Duc trasformarono in gran parte l'esterno della basilica, ma il suo interno è la parte più importante. I due stili, gotico e romanico, si sovrappongono nelle vetrate, nelle sculture e in tutte le decorazioni della chiesa. Le facciate hanno molte vetrate colorate del XIII e XIV secolo: rappresentano scene della vita di Cristo e degli apostoli.
Il portale romanico è stato completamente rifatto nel XIX secolo durante i restauri di Viollet-le-Duc.

### Protezione
L'edificio è stato classificato come monumento storico nel 1840.

## Vetrate
Le vetrate colorate formano un insieme importante, che adorna il presbiterio e il transetto. La vetrata assiale dell'abside è dedicata all'Infanzia e alla Passione di Cristo e risale al 1280. È circondata da vetri rinascimentali. Seguono le vetrate dedicate alle vite di San Pietro e San Paolo, a sinistra, e a quelle dei patroni della chiesa, i santi Nazario e Celso, a destra, che riproducono le stesse disposizioni della vetrata assiale e datano dal 1300 al 1310.
Le vetrate delle prime due cappelle, su ciascun braccio del transetto, si sviluppano attorno al tema dell'albero: l'albero di Jesse circondato da profeti risalente al XIV secolo, a sinistra, l'Albero della Vita da cui partono i rami ai profeti e recante iscrizioni, a destra, attribuito agli anni 1310-1320.
Le facciate dei bracci del transetto sono traforate da grandi rosoni.
Le vetrate colorate sono state restaurate da Alfred Gérente.

## Organo

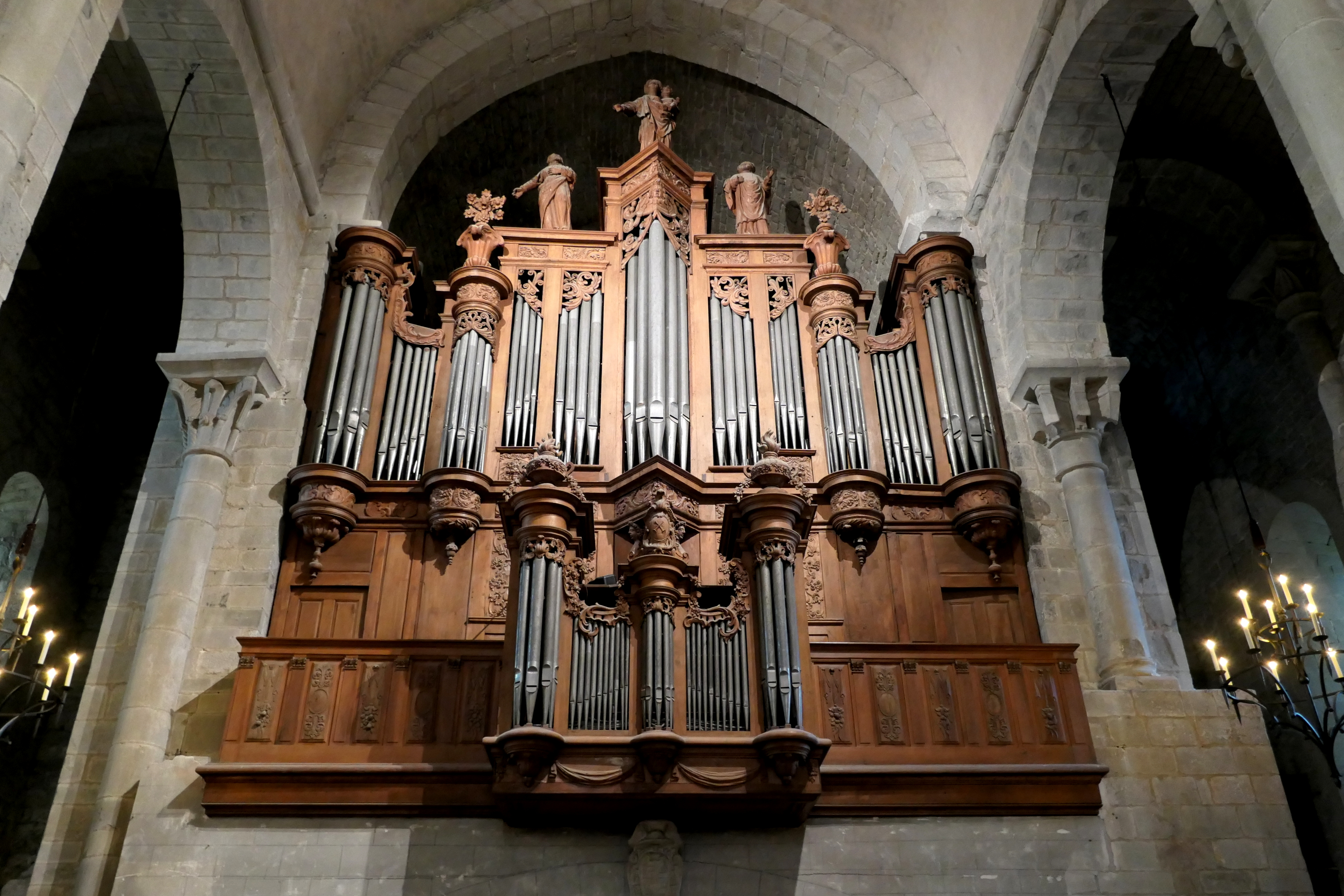
Organo della basilica

Nel 1637 monsignor Vitalis de Lestang donò alla cattedrale un nuovo organo prodotto dall'organaro Crespin Verniole. La credenza è che sia l'opera di Jean Rigail e Jean Mélair.
L'organo fu commissionato nel 1679 al costruttore Jean de Joyeuse e costruito tra il 1680 e il 1688. Fu rialzato e ingrandito nel 1772-1775 da Jean-Pierre Cavaillé.
La parte strumentale è stata restaurata tra il 1900 e il 1904 da Michel Roger.
L'organo è stato classificato come monumento storico (come oggetto) nel 1970. Poiché in cattive condizioni, è stato restaurato da Bartolomeo Formentelli (Barthélemy Formentelli), dal 1982 al 1985 ed inaugurato da Michel Chapuis il 16 maggio 1985.